# Тушо Коцев
Петър (Ту̀шо, Ту̀ше) Коцев е български революционер, четник, деец на Вътрешната македоно-одринска революционна организация.

## Биография
Тушо Коцев е роден в 1885 година в село Дедино, Радовишко, тогава в Османската империя, днес в Северна Македония. Влиза във ВМОРО, четник е в Радовищко.
При избухването на Балканската война в 1912 година Коцев е доброволец в Македоно-одринското опълчение и се сражава в четата на Симеон Молеров.
По случай 15-ата годишнина от Илинденско-Преображенското въстание, през Първата световна война е награден с народен орден „За военна заслуга“ VІ степен за заслуги към постигане на българския идеал в Македония.